# العنكبوت رقم 16
العنكبوت رقم 16 ولد عام 1974 في أستراليا ينتمى إلى نوع
Gaius villosus يعد العنكبوت رقم 16 من أطول العناكب عمرًا 
متجاوز العنكبوت الذئبي المكسيكي الذي عاش 28  ويسجل أن رقم 16 نفق عام 2016 بذلك يكون قد تجاوز العنكبوت المكسيكي بخمسة عشر عام
ساعد العمر الطويل للعنكبوت رقم 16 العلماء للتوصل إلى معلومات تتعلق بسلوك العناكب التي تعيش في أنحاء أستراليا، ومن بينها ما يعيش في الحدائق المنزلية.
وحسب صحيفة «ديلي ميل» البريطانية، فقد عكف الباحثون على دراسة العنكبوت رقم 16 منذ عام 1974 في منطقة «ويتبيلت»، لكشف أنماط حياتها وسلوكياتها،
على يد باربارا يورك ماين [الإنجليزية].‏

لم يمت العنكبوت رقم 16 نتيجة الشيخوخة أو التقدم في السن ولكن بسبب لدغة نحلة حسب ما أعلنه فريق الباحثين في جامعة كورتين بمدينة بيرث الأسترالية.